# Minderheit

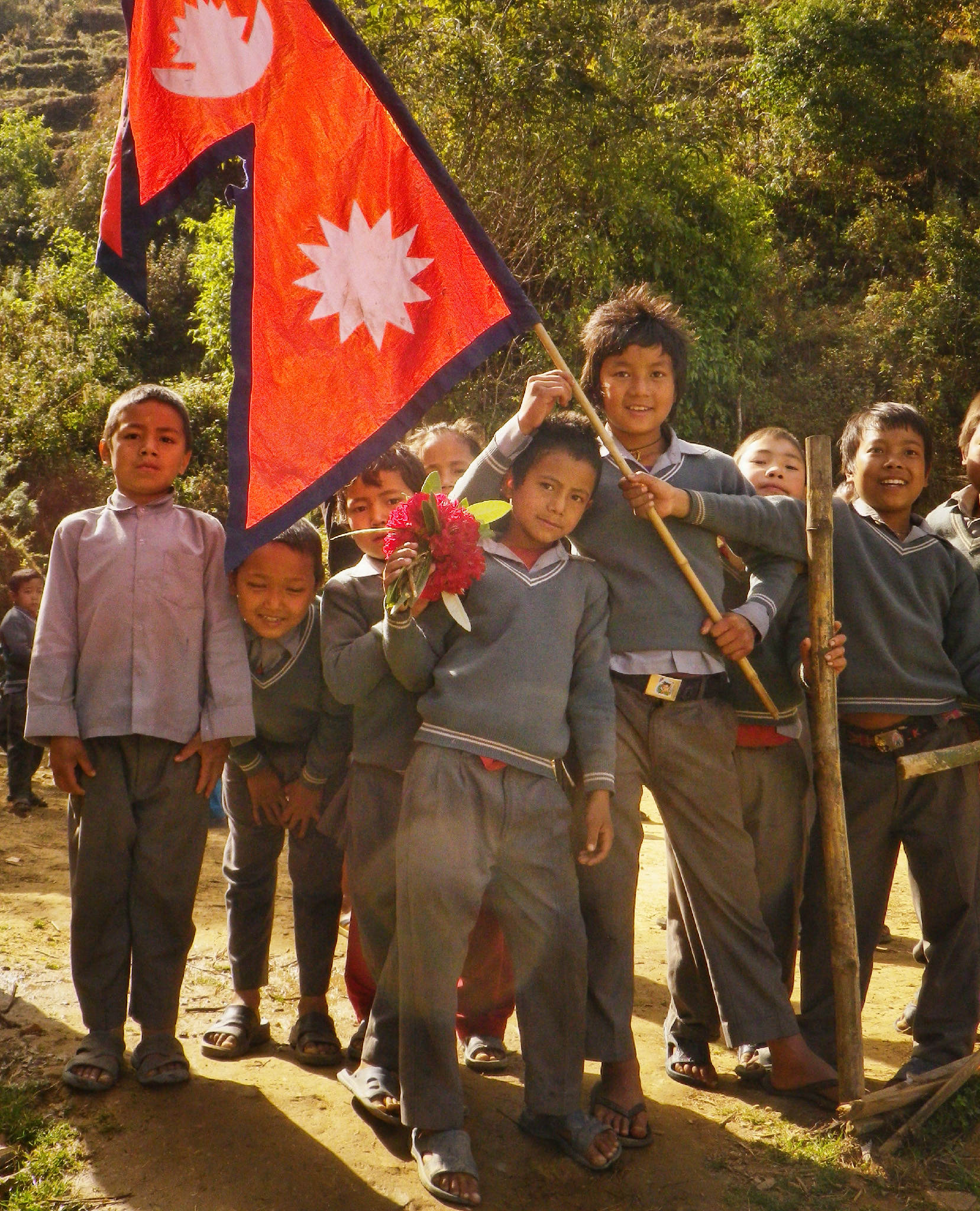
Gruppe von Schülern der Minderheit der Tamang in Nepal

Eine Minderheit (auch Minorität oder Minderzahl) ist ein numerisch geringerer Teil einer Gesamtheit, der sich durch personale oder kulturelle Merkmale von der Mehrheit unterscheidet. Als demografische Gruppe lebt eine Minderheit meist in einer bestimmten territorialen Einheit (Staat, Region …), kann aber auch über das Wohngebiet der Mehrheit verstreut sein oder in mehreren benachbarten Staaten leben.
Die unterscheidenden Merkmale von Minderheiten sind meistens Sprache, Ethnie oder Religion, doch auch Moral-Vorstellungen, sexuelle Identität oder soziale Funktion können den Status von Minderheiten ausmachen. Eine Minderheit besteht, wenn eine Gruppe durch eine zahlenmäßig größere Gruppe eines Territoriums dominiert und minorisiert wird, ohne sich zu assimilieren.
Im herkömmlichen Sinne meint man mit Minderheiten ethnische, religiöse oder nationale Minderheiten, das heißt Bevölkerungsgruppen auf dem Territorium eines Staates im Gegensatz zu einer bestimmten Bevölkerungsmehrheit.
Die UNO und andere internationale Organisationen haben Minderheitenrechte verabschiedet. Sie werden unterschiedlich respektiert (siehe auch Minderheitenschutz, Menschenrechte). 1988 wurde in Tokio die IMADR (International Movement Against All Forms of Discrimination and Racism) gegründet, die auf die Probleme und Diskriminierungen von Minderheiten aufmerksam macht und sich für die Rechte benachteiligter Volksgruppen einsetzt.
Die Sozialpsychologie unterscheidet zwei Arten von Minoritäten: Eine numerisch-statistische und eine soziale. Letztere beschreibt eine Minderheit, die sich durch kulturelle und/oder psychische Merkmale vom Rest der Gesellschaft unterscheidet und so von der sozial dominierenden Gruppe als minderwertig angesehen und auch so behandelt wird.
Unter dem Einfluss der US-amerikanischen Soziologie hat der Begriff „Minderheit“ in den letzten fünfzig Jahren einen Bedeutungswandel erfahren. Der Begriff wird praktisch auf alle Gruppen angewandt, die zahlenmäßig weniger als die Hälfte einer gegebenen Bevölkerung ausmachen, deren Erscheinen und Auftreten von den vorherrschenden Sitten und Verhaltensweisen abweicht, und die weniger Einfluss haben als die restliche Bevölkerung.

## Völkerrecht
Eine völkerrechtlich verbindliche Definition von „Minderheit“ unter politischem Gesichtspunkt gibt es nicht.
Häufig gelten im Rahmen der UNO-Minderheiten-Sonderkommission folgende (sehr weit bzw. allgemein gefassten) Elemente als konstitutiv für eine „Minderheit“:
- numerische Unterlegenheit in Bezug auf die Gesamtbevölkerung eines Staates
- nicht-dominante Stellung in diesem Staat
- ethnische, religiöse oder sprachliche Gemeinsamkeiten
- ein Solidaritäts- bzw. Identitätsgefühl durch eine Selbstwahrnehmung als Minderheit

Die Ansicht, dass die Staatsangehörigkeit des Aufenthaltsstaates ebenfalls ein konstitutives Element ist, hat der UN-Menschenrechtsausschuss 1994 verworfen.

## Typen von Minderheiten
Es gibt unzählige Versuche, Minderheiten zu kategorisieren und typologisieren. Eine grobe Unterscheidung, die auch im völkerrechtlichen Zusammenhang verwendet wird, ist folgende Aufteilung:
- Ethnische Minderheiten: Volksgruppen, die auf dem Territorium eines Staates leben, der mehrheitlich von einer anderen Volksgruppe gebildet wird
- Nationale Minderheiten: Ethnische Minderheiten, die unter die Bestimmungen des Rahmenübereinkommens zum Schutz nationaler Minderheiten des Europarates fallen[3]
- Sprachliche Minderheiten: Sind keine ethnische oder nationale Minderheit, sprechen jedoch eine andere Muttersprache als die Bevölkerungsmehrheit im Staat. Beispiele: frankophone Bevölkerung der Schweiz, Gebärdensprachler[4] (vergleiche dazu auch Audismus), die Gebärdensprache wird in Österreich und der Schweiz als Minderheitensprache anerkannt
- Religiöse Minderheit: Beispiele: Protestanten in Frankreich, Österreich, Polen oder Russland, Katholiken in Ostdeutschland und weiten Teilen Norddeutschlands, Orientchristen im Nahen Osten, Christen in China, Muslime in Europa oder Indien, Buddhisten in Pakistan und Bangladesch, Aleviten in der Türkei, Bahai in Ägypten oder Iran.
- Minderheit alter Menschen
- Minderheiten sexueller Orientierungen (Homosexuelle, Bisexuelle, Pansexuelle etc.), sowie Geschlechtsidentitäten (Transsexuelle, nicht-binäre Personen etc.)
- Minderheiten sozialer Schichten (Arbeitslose, Obdachlose, arme Menschen oder Sinti und Roma)
- Sperrminoritäten, die bei Abstimmungen einen Beschluss verhindern können.

Eine weitere Typisierung unterscheidet zwischen Minderheitenmerkmalen, die kollektiv-familiär (z. B. ethnische Minderheiten) oder individuell (z. B. sexuelle Orientierung, Behinderung) gegeben sind. Bei der individuellen Variante ist noch einmal danach zu unterscheiden, ob sie vorgegeben ist oder durch eine bewusste Entscheidung entstanden ist (z. B. durch den Übertritt zu einer religiösen Minderheit).

## Soziale Rolle von Minderheiten
Die soziale Rolle von Minderheiten stellt sich historisch und aktuell vielfach als spannungsreich dar. Minderheiten können historisch als Teil einer diskriminierten Unterschicht vorkommen, etwa die indischen „Unberührbaren“, oder als Teil der Oberschicht (so die Sklaven haltende Pflanzerelite in den Zucker produzierenden Inseln der Karibik). Sie können als beneideter Teil einer wirtschaftlichen, intellektuellen und kulturellen Elite fungieren oder als gefürchtetes Subproletariat mit überdurchschnittlicher Kriminalitätsrate; sie können als solche eine Rolle als Sündenbock im Rahmen von Verschwörungstheorien und Scheinerklärungen gesellschaftlicher Katastrophen spielen. Sie können dabei Objekt sozialer Projektionen und Vorurteile werden, die im schlimmsten Fall in Pogromen, Massenvertreibung und Massenmord enden (Beispiele bieten die Legende von den brunnenvergiftenden Juden in der Pestkatastrophe des Hochmittelalters und die antisemitische Variante der Dolchstoßlegende in Deutschland nach dem Ersten Weltkrieg). Sie können von Kolonialmächten bewusst gegen kolonisierte Völker eingesetzt werden, etwa die christlichen Bewohner der Südmolukken in Niederländisch-Indien, Angehörige niedriger Kasten im Militärwesen Britisch-Indiens etc.; sie können aber auch als „ewige Rebellen“ durch wiederkehrende Allianzen mit den jeweiligen Gegnern des Staates, der sie unterdrückt, auffällig sein (etwa die irischen Aufständischen, die mit dem Frankreich Napoleon Bonapartes und dem Deutschen Reich des Ersten Weltkriegs paktierten).